# Motte di Volpego
Le Motte di Volpego sono dei piccoli affioramenti (mota in veneto significa "collinetta", "dosso") che emergono dalle acque della Laguna di Venezia meridionale, a sud di Fusina. Nelle vicinanze si trova una stazione mareografica dell'ISPRA (ex APAT).
Indicata in passato come Volpadego, il toponimo ricorda che la zona fu nota per la caccia. Nei pressi sorgeva l'insediamento di San Marco in Boccalama.